# 1859 Kovalevskaya
Kovalevskaya (asteroide 1859) é um asteroide da cintura principal com um diâmetro de 46,02 quilómetros, a 2,8733805 UA. Possui uma excentricidade de 0,1038707 e um período orbital de 2 097,13 dias (5,75 anos).
Kovalevskaya tem uma velocidade orbital média de 16,6334184 km/s e uma inclinação de 7,7086º.
Esse asteroide foi descoberto em 4 de Setembro de 1972 por Lyudmila Zhuravlyova.